# Lourdesgrot (Holset)
De Lourdesgrot is religieus bouwwerk in Holset in de Nederlands Zuid-Limburgse gemeente Vaals. De Lourdesgrot ligt in het dorp ten westen van de H.H. Lambertus en Genovevakerk aan de voet van de kerkheuvel bij de Lambertusbron. De Lourdesgrot is onderdeel van de Heiligenmuur.
De Lourdesgrot is gewijd aan Maria, specifiek aan Onze-Lieve-Vrouw van Lourdes.

## Geschiedenis
In de 19e eeuw werd Holset regionaal centrum voor de verering van de heilige Genoveva van Parijs en worden er vanuit de regio rondom Aken diverse bedevaarten naar Holset georganiseerd.
Op 7 juni 1884 werd de Lourdesgrot voltooid en op 7 september 1884 plaatste men in de grot het Mariabeeld. Vanaf dan brengen bedevaartganger niet alleen een bezoek aan de kerk maar ook aan de grot.
In de jaren 1990 werd de Lourdesgrot hersteld.

## Bouwwerk
Het bouwwerk is onderdeel van een hoge muur opgetrokken in natuursteen en is een nabootsing van de grot van Massabielle bij de Franse stad Lourdes. De Lourdesgrot heeft maar één holte. In deze holte staat op een verhoging een beeld van Onze-Lieve-Vrouw van Lourdes en toont de heilige in een biddende positie met haar handen samengevouwen. Voor de grot is een beeld van een al knielend biddende Bernadette Soubirous geplaatst.
Links van de Lourdesgrot lijkt een (beschadigd) altaar te staan en verder naar rechts zijn er drie pilaartjes gemetseld. Voor het geheel is een lang smeedijzeren sierhek geplaatst. Verder naar rechts bevindt zich een Lambertusgrot.